# 3294 Карлвезели
3294 Карлвезели (3294 Carlvesely) — астероїд головного поясу, відкритий 24 вересня 1960 року.
Тіссеранів параметр щодо Юпітера — 3,355.